# جبال سانغري دي كريستو
جبال سانغري دي كريستو (بالإنجليزية: Sangre de Cristo Range)‏ وتسمى محلياً بالسلسلة الشرقية في وادي سان لويس، وهي سلسلة جبال عالية ووعرة وضيقة من جبال روكي، وتقع السلسلة في ولاية كولورادو وسط الولايات المتحدة الأمريكية. تمتد الجبال جنوب شرق من ممر بونشا لمسافة 75 ميلا (120 كم) من خلال جنوب وسط ولاية كولورادو إلى ممر لا فيتا، على بعد حوالي 20 ميلاً (32 كم) غرب والسنبورغ، وتشكل سلسلة من التلال العالية تفصل بين وادي سان لويس في الغرب ومستجمعات المياه لنهر أركنساس في الشرق. يرتفع سانغري دي كريستو إلى ارتفاع 7000 قدم فوق الوديان والسهول إلى الغرب والشمال الشرقي.